# Вулкан-М
- Смотрите так же другие значения термина Вулкан .

Вулкан, или «Малюк» — автомат украинского производства с компоновкой булл-пап. Является "глубоко модернизированным" автоматом Калашникова. Один из вариантов автомата «Вепр».
Автомат оборудован прицельной планкой Пикатини на ствольной коробке, рычагом защелки магазина за спусковым крючком, новой пистолетной рукояткой управления огнем и кнопкой предохранителя над спусковой скобой, спереди спускового крючка. Внесен ряд изменений в конструкцию ствольной коробки, ствола, затворной рамы, газового поршня и ударно-спускового механизма.
Принят на вооружение Вооруженных Сил Украины в 2017 году под названием автомат специальный «Вулкан».

## История
Разработка автомата началась в 2005 году с участием специалистов компании ООО «Интерпроинвест» с учетом опыта, полученного при разработке автоматов «Вепр». Первый экспериментальный образец получил название «Вулкан».
Второй образец, в конструкцию которого было внесено 12 изменений и усовершенствований (регулируемый отражатель стреляных гильз, защелка магазина за спусковым крючком, съемные механические прицельные приспособления, возможность установки глушителя, крепление для установки съемных сошек) получил наименование «Малыш». Был изготовлен один демонстрационный экземпляр.
В январе 2015 автомат был показан еще раз — на Гончаровском полигоне в Черниговской области, при этом на крышке ствольной коробки был установлен коллиматорный прицел.
На выставке «Оружие и Безопасность 2018» был представлен обновленный вариант автомата. Среди прочего, он обзавелся эргономичным двусторонним переводчиком огня, что сделало использование автомата одинаково комфортным как для «правшей», так и для «левшей»; нанесенное на детали и узлы автомата покрытие, которое кроме того, что делает работу с автоматом комфортнее, еще и продлевает его цикл жизни; новый усовершенствованный ударно-спусковой механизм, использование которого позволило поднять темп стрельбы до 700 выстр/мин. Обновленный «Малыш» получил и новый ствол с большим количеством нарезов, что улучшило показатели кучности и точности.
3 октября 2017 года на брифинге в Украинском кризисном медиа-центре, представитель Министерства обороны Дмитрий Гуцуляк сообщил, что специальные автоматы «Вулкан» приняты на вооружение Вооруженных Сил Украины.
25 июля 2019 полковник Андрей Мясников из МОУ сообщил, что автоматы «Вулкан» калибра 5,45 и 7,62 мм уже серийно изготовляют в Украине.
Использовался во время Войны на Донбассе одним из подразделений ССО, а также в ходе Вторжения России на
Украину солдатами ВСУ.

## Галерея

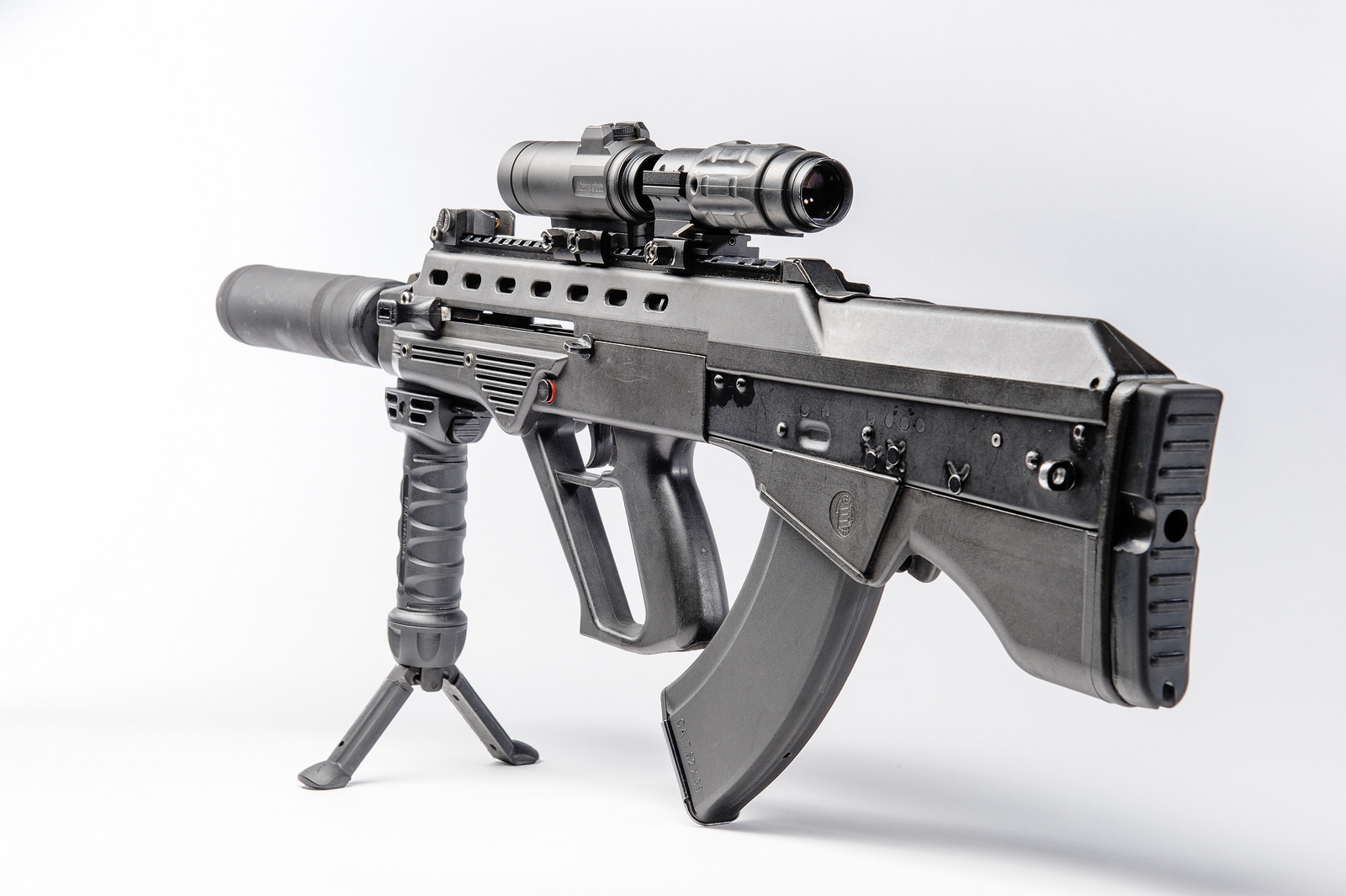
Вулкан - М с установленным глушителем и сошками.
Плакат с Вулканом в разобранном виде, и его тактико технические характеристики.